# Strukturierter Qualitätsbericht nach § 136b SGB V
Der Qualitätsbericht gibt einen systematischen Überblick über die Leistungen eines Krankenhauses in Deutschland. Dieser Überblick beinhaltet Daten zu den stationären Patientenzahlen, zu Diagnosen und zu Prozeduren. Ferner werden Qualitätsindikatoren und Maßnahmen zur Qualitätssicherung abgefragt.

## Regelung
Die nach § 108 SGB V zugelassenen Krankenhäuser (Universitätskliniken, Plankrankenhäuser sowie Krankenhäuser, die mit den Landesverbänden der Krankenkassen einen Versorgungsvertrag geschlossen haben) müssen jährlich einen strukturierten Qualitätsbericht nach § 136b SGB V erstellen und veröffentlichen. Diese Vorschrift trat am 31. August 2005 in Kraft und galt rückwirkend für das Jahr 2004. Die Regelungen zum Qualitätsbericht der Krankenhäuser (Qb-R) betreffen unter anderem Inhalt, Umfang und das Verfahren zur Veröffentlichung.
Den Krankenhäusern ist vorbehalten, eigene Berichte jederzeit zu erheben und zu publizieren. Jede Klinik hat das Recht, mehr als die vom Gesetzgeber geforderten Angaben zu machen.

## Ziel
Die Pflicht der Krankenhäuser, regelmäßig aktuelle Qualitätsberichte zu veröffentlichen, soll mehr Transparenz für Patienten und Leistungserbringer bieten. Damit erhalten Patienten und zuweisende Ärzte vor einer geplanten Krankenhausbehandlung Informationen und Vergleichsmöglichkeiten.

## Datenformate
Der Qualitätsbericht wird im Internet allen interessierten Personen in zwei Varianten zur Verfügung gestellt: als PDF-Dokument mit einer verkürzten Version und als XML-Datensatz zur Abfrage detaillierter Informationen. Letzterer Bericht musste 2007 zum 31. Oktober erstmals erstellt und veröffentlicht werden. Es haben sich inzwischen verschiedene Suchportale gebildet, die die xml-Daten abfragen.